# Yann Sommer
Yann Sommer (født 17. december 1988 i Morges, Schweiz) er en schweizisk fodboldspiller (målmand). Han spiller for Inter Milan i den italienske Serie A.
Sommer startede sin seniorkarriere hos FC Basel i den schweiziske liga. Her var han med til at vinde hele fire schweiziske mesterskaber, inden han i sommeren 2014 skiftede til Borussia Mönchengladbach.

## Landshold
Sommer står (pr. juni 2023) noteret for 83 kampe for Schweiz' landshold, som han debuterede for 30. maj 2012 i en venskabskamp mod Rumænien. Han var en del af den schweiziske trup til VM i 2014 i Brasilien, EM i 2016 i Frankrig og VM i 2018 i Rusland.